# サムライ・ラガッツィ -戦国少年西方見聞録-
『サムライ・ラガッツィ 戦国少年西方見聞録』（サムライ・ラガッツィ せんごくしょうねんせいほうけんぶんろく）は、金田達也による日本の漫画。『月刊少年ライバル』（講談社）にて2010年9月号から2014年7月号まで連載され、同誌休刊に合わせて最終回を迎えた。単行本は全10巻。

## ストーリー
天正10年。九州は小国の領主、播馬晴信は自書である『萬國大百科』に世界のありとあらゆることを書き記し、完成させることを夢見ていた。折しも晴信の命を狙った戦国最強と謳われる忍び、朧夜叉・桃十郎との出会いが外海への一歩を開くこととなる。ふたりはひととせ（一年）の主従関係を結び、遣欧使節団に参加。永遠の都と呼ばれる羅馬（ローマ）を目指して旅立つ。

## 登場人物

### 主人公
播馬晴信（はりま はるのぶ）
身長160センチメートル、体重45キログラム。7月18日生まれ。血液型B。15歳。
九州の小国の元領主。明るく正義感溢れる少年。筆のような髷を結い、頭上には常にゴーグルのような自作のメガネをつけている。
腕力は元より弓や刀の扱いもままならず、家臣や義母からはうつけと呼ばれて期待されていない。しかしいざというときの判断や行動、頭の回転は迅速。人命を守ることに第一の信条を置き、そのためならば逃げる選択も厭わないため領民たちからは慕われている。
弱い物を捨て置けない性格が災いして自ら危険に飛び込み、また危機を呼び込むことも多い。そのため疎まれることもあるが、結果的に人を助ける行為は他者の信頼を得る結果となっている。
自書である『萬國大百科』にこの世のすべてを書き記すのが夢であり、様々な物の形や幅を測ってきたせいで一目見れば人や物との距離がわかる能力『測量の見切り』を身につけている。また動植物の生態や毒の知識なども深い。
桃十郎 / 朧夜叉（ももじゅうろう / おぼろやしゃ）
身長（おそらく）179センチメートル、体重（おそらく）58キログラム。4月生まれ(?)。血液型A(?)。年齢不詳。
日ノ本最強と謳われる暗殺専門の伊賀の忍び。暗い雰囲気を纏い、髪は白く、右の頬に十字傷がある。
戦国最強の魔王・織田信長を斬ることを望んでいたが、本能寺の変によりその目的を失う。投げやりな気持ちで引き受けた暗殺を標的である播馬晴信に見破られ、また「未熟者」と叱責されたことをきっかけにして、晴信とひととせ（一年）の主従関係を結ぶこととなる。
基本的な剣術は勿論、日本刀に紐をくくりつけて操る邪道の技なども使い、薬、馬術、変装にも長け、声を変えることも可能。忍び道具、武器、刀の他、信長の愛刀である『炎上・不動國行』を所有する。

### 播馬家と領内の民
播馬義高（はりま よしたか）
播馬家の前領主。すでに戦死している。
徳泉院（とくせんいん）
義高の正室で、晴信の義母。側室の子である晴信を疎ましく思い、毒を盛るなどして度々暗殺を謀っている。最終的には桃十郎を雇い、晴信暗殺を命じた。
播馬義祐（はりま よしひろ）
義高と正室の子。播馬家長男。すでに戦死している。
宝丸（たからまる）/義継（よしつぐ）
義高と正室の子。播馬家三男。 武道に優れ、臣下からの期待も厚い。晴信も士（サムライ）として才を認めており、望んで家督を譲ったため播馬家当主となった。領主となった後の名は義継。
由の方（ゆいのかた）
義高の側室で、晴信の母。余命のない病の身体で晴信を身籠った。戦乱のさ中にあって、武家ならば潔く自害すべしと言う運命に立ち向かう女性。思考や行動を止めることを良しとせず、炎に包まれる城の中で義高との約束を守り、無事晴信を産み落とす。
多縞勝秀（たじまかつひで）
晴信の元守役。優しくおおらかな性格をした老齢の武士。晴信が羅馬に旅立った後、捨てられていた晴信のコレクション"世界のがらくた"を大切に保管し、帰りを待っている。
多栄（たえ）
播馬領内に住む純朴で優しい村娘。うつけと呼ばれる晴信の本質を理解しており、密かに思いを寄せている。晴信の髪結いの布をお守りにしている。羅馬を目指して船出した晴信を見送ったものの、その後思わぬ場所で再会する。
多栄の父
播馬領内に住む村人。晴信の初陣の際、足軽として参戦していたが、晴信が逃げる選択をしたおかげで死なずに済んだ。

### キリシタン
伊東マンショ（いとう マンショ）
天正遣欧少年使節団の主席正使。大友宗麟の名代。育ちの良さを表した風貌で、礼儀作法に長け、使節団の一員であることを何よりも誇りに思っている。西洋教育を受けていない晴信を見下し、また自信過剰な面も見られたが、晴信に命を救われて以来、徐々に信頼を寄せることとなる。基本的に生真面目で規律を守る性格だが、いざというときは人命を救うため、嵐の海に飛び出す度胸も備えている。
千々石ミゲル（ちぢわ ミゲル）
天正遣欧少年使節団の正使。大村純忠の名代。4人の中では一番大柄な少年。控えめで無口なため、あまり目立つことはないが、故郷では相撲など力強さを見せ、また槍の使い手でもある。
中浦ジュリアン（なかうら ジュリアン）
天正遣欧少年使節団の副使。使節団の一員ではあるがはっきりとした喜怒哀楽を持ち、女の子への歳相応の興味や、勉強にいささか苦労している様子も含めて一番普通の少年らしい。晴信の行動力に振り回されながらも病人を救うために危険に身を投じ、晴信のために目上の者に食ってかかるなど、情も深い。
原マルチノ（はら マルチノ）
天正遣欧少年使節団の副使。 使節団最年少で、語学の天分がありどんな言葉も僅かな時間で覚えてしまう。体格や背丈も他の3人より特に小さくて臆病なところもあるが、晴信とマンショが他国の戦に巻き込まれた時は率先して荷物を届けるなどの行動力を見せた。
アレッシャンドロ・ヴァリニャーノ
日ノ本に神学校を作ったポルトガル人の神父でマンショたち使節団の教育役。大柄な体格で時に床をぶち抜いてしまう。織田信長に謁見したことがあり、晴信の行動力に戸惑いつつも信長にも匹敵する度量に一目置いている。
マテオ・リッチ
身長182センチメートル、体重64キログラム。10月6日生まれ。血液型AB。
イエズス会の司祭。天才肌で無駄のないスマートな行動を信条とする。喋り方をはじめ、一見軽い雰囲気を纏いながら、いざとなれば人命を切り捨てる冷徹な面も持つ。物事が柔軟に運ぶのなら賄賂などにも抵抗がない。無駄の多い晴信を愚かだと思う反面、己にない物を持っていることに脅威を感じている。半径50メートル圏内の音を聞き分け、その様子を絵画のように脳裏に浮かべることが出来る『天分音感視（タレンチュウム・ソヌス・グラフィア）』を持ち、ヴァイオリンの音を反響させて距離を測ることも可能。
エステベス
身長180センチメートル、体重56キログラム。4月24日生まれ。血液型A。
マテオ・リッチの従者。レパントの海戦でオスマン帝国の軍船4隻を沈没に追い込んだ南欧一の剣士。別名『死狂い（デセスペラード）』。普段は仮面で顔を隠し、素顔を見せることはない。リッチに絶対の信頼を置いて忠誠を誓い、邪魔をするものは主の命令が無くとも自主的に排除しようとする。

### 船の男ら
イグナシオ・デ・マリ
晴信たちが日ノ本から乗り込んだポルトガル船、サンディアゴ号の船長。使節の監督役でもある。
赤鼻バルボア海賊団（あかはなバルボアかいぞくだん）
イスパニアの海賊。当時ポルトガルとイスパニアは犬猿の仲であり、ポルトガル船であるサンディエゴ号を襲う。

### 刺客
無（ウー）
皇帝の刺客。主に狙うのは密貿易などで私腹を肥やす異邦人だが、それに加担していれば中華の民であっても容赦はしない。武器、暗器の扱いに長け、強敵との殺し合いが生き甲斐の桃十郎を同類とみなす。
妖爪爆狐の阿閻（ようそうばっこのあえん）
顧憲成を追ってきた皇帝の刺客。派手な風体の女で、他者を見下し蔑む。片方に爆薬、片方に火打石を括りつけた紐を操り、好きな位置で爆発させる技を使い、また爆薬を括りつけた鳥を操る。
不被斬の夕影鳥（きられずのホトトギス）
桃十郎の幼馴染。伊賀弁で話す言葉は柔らかだが、人を食ったような態度が常。しかし信長すら手を下せなかった伊賀最強のくノ一と言われ、腕は買われている。
織田信長の遺物である刀『炎上・不動國行』を欲する羽柴秀吉に雇われて、現在刀を所有している桃十郎に差し向けられた。右目に妖石を仕込んでおり、それによって鉄を操ることができる。威力は絶大で大型船の鉄材を引き抜き、大破させることも可能。また鉄の力の利用か、磁力のようなもので敵の身体にダメージを与えることもできる。向かってくる武器はすべて曲がってしまうため不被斬（きられず）の二つ名がついている。本名は喜九（きく）。

### 仙人
瀕湖仙人 / 李時珍（ひんこせんにん / り じちん）
字を東壁（とうへき）。常に酒を傍らに置いている小柄な老人の仙人。医師の家に生まれ、学びの末に明朝廷に席を置いたものの、新しいことに目を向けない古い医療に反目するようになる。最古の医学書・神農本草経の大改定を行って朝廷の怒りを買い、死罪を言い渡されたものの、世を憂いて死ぬ運命を受け入れていた。医学の知識は確か。
蓮玉（リャンユ）
湖北の地、神農架の山に住まう少女。瀕湖仙人の弟子であり、『仙女（シェンニュ）』と呼ばれている。小柄で無表情、風水盤によって日々の行動を決め、羞恥心は薄く、己の意思を殆ど表さない。算術をはじめとする高い知識と、ひ弱そうな姿には見合わぬ身体能力で桃十郎やエステベスの攻撃をも弾くことが出来る力量を持っている。元は砂漠に捨てられていた赤子で、そのとき首にかけていた蓮の色の玉が名前となった。
小空（シャオコン）
蓮玉と共にいる金色の猿。頭には孫悟空の緊箍児らしい輪っかを嵌めている。普段は無邪気に動き回っているが、自らを化物に見せたり、甘ったるい中華菓子のような匂いの屁を放って攻撃することもある。

### 異国で出会った人々

#### 『澳門（マカオ）』
江 燕（コン イェン）
澳門に住む腕の良い漁師の少女。15歳。かなりの怪力であり、またかなりの巨乳で、晴信の目算によれば三尺一寸（約94センチメートル）。異邦人に良い印象を持たず、海の外の世界を知ることにも否定的だったが、晴信たちに命を救われ、素直に教えを請われたことで考えを改める。疫病が蔓延した澳門を救うため、仙人を探す旅に同行する中、徐々に晴信に想いを寄せて行く。
江の弟妹たち
3人の弟たち「龍（ルン）・10歳」「金寶（キンポー）・8歳」「杰（ジット）・7歳」と、末の妹「薇（メイ）」の計4人。全員既に漁の手伝いなどを始めており、男勝りな姉が誰と結婚するのか心配している。

#### 『明（みん）』
剛侠の張翔（ごうきょうのちょうしょう）
明の沿岸を荒らす倭寇の一味を退治する『爆雷団』の頭領。三国の豪傑、張飛の末裔だと称しているが真偽のほどは定かではない。もっとも仁義により動く性質であることは確かで、一方的に晴信らを倭寇と誤解し襲ったものの、誤解が解け、また団員を殺さなかったことを恩義として、力を貸すようになる。
袁（えん）
明の関所長であり、市舶司大監（入港を管理する役職）。顔つきは厳めしいが関所での楽器演奏を許すなど、世俗好き。前述のマテオ・リッチの“小技”に心奪われた末、船員十数人を付け、関所を通す特赦を与えた。
顧憲成（こ けんせい）
無錫で出会った儒学者。学派にして政治集団である東林党を率いている。皇帝の刺客に追われて傷を負っていたところを晴信にかくまわれる。せめてもの礼にと最速の船を急造する晴信たちに舵に孔を開ける方法を伝授した。

#### 『アユタヤ』
獅子（シンハ）のルンディン / ディン
マラッカで出会ったアユタヤの民。左目の下に傷、右腕にガルーダの紋章を刻んでいる青年。鰐をも一撃で倒す体術を使う強者。祖国、そして親友であるアユタヤの王子・ナレスワンのために奴隷を買い集めていたが、敵対するホンサワディー王国の陰謀と知り、一時的に晴信たちと手を結ぶことになる。ディンとはナレスワンが彼を呼ぶときの名。
ナレスワン / オンダム
アユタヤ王朝の王子。太い眉が特徴的な、爽やかで茶目気のある青年。田畑にて自ら稲穂を刈り取るなど素朴で温和、賢明な王子であることが見て取れるが、ルンディンと共に闘技46種を作り上げる体術や腕力も備えている。オンダムは幼名でルンディンだけがこの名を呼ぶ。

#### 『ホンサワディー』
マンサムキアット
ホンサワディー（タウングー朝）国の皇太子。軍の全権を任されており、黄金と奇怪な化粧で装った姿は女人にも見える。その実、奴隷の買い付け、属国への貢物と徴用の強要、食料の独占を行い、意のままにならぬ属国の王族に対しては暗殺を企てる独裁者。
喜悦（ピッティ）
『憤怒』と共にマンサムキアットの背後に控える戦士。笑い顔の仮面をつけ、身体は虎のような毛皮に覆われている。攻撃は熊、動きは猿で、獣そのものの俊敏さや力強さがあり、鋭い爪をもつ。異様に鼻が利き、においで人の感情まで読み取ることができるため、他者から気味悪がられていた。ゆえに唯一受け入れてくれたマンサムキアットを崇拝している。
憤怒（コワンクロー）
『喜悦』と共にマンサムキアットの背後に控える戦士。怒りの仮面をつけ、法輪を武器に戦う。世を憂いて修羅に堕ちたもと仏門の僧侶で、怒りを理解し、尚且つ戦いの場を与えてくれるマンサムキアットを崇拝している。かなりの大柄ではあるが、その動きは桃十郎ですら反応が遅れ、また複数のクナイの攻撃を全てかわすほどに素早い。
ホンサワディー王国の兵士
周辺諸国から恐れられる強大な国の兵士ら。腕や胸など身体に龍（ナーガ）の紋章を刻んでいる。

#### 『ゴア』
アクバル
ゴアで桃十郎が出会った男で、ムガル帝国第三代皇帝。全名はジュラールディーン・ムハンマド・アクバル。褐色の肌と中東風の衣装に身を包んでいるが顔は織田信長に酷似し、インド統一を目指している。豪胆で、多数の敵に臆することもない。その圧倒的カリスマには桃十郎ですら無意識に動かす力がある。
アンジロウ
ゴアで晴信が出会った男。青い目をした非常に背の高い西洋人だが長刀の達人で、裃を身に付け、首からは十字架を下げている。混沌としたゴアの文化や特に貧しい人々を「家族」と呼んで慈しんでいる。“さむらい”という言葉に誇りを持ち、自分の髷を証として、“真のさむらい”を目指している。幼い少女を助けた晴信の行動に感心し、家臣になることを願い出る。
サティア
アンジロウの妹。妹とは言っても血は繋がっていない。踊り娘を生業としているようだが、生意気な態度と同様にその生業をアンジロウは快く思っていない。
サッグ団
女神カーリーに生贄をささげる秘密結社。団員は人らしからぬ人形のような身体をしており、額に紋様、身体にはうろこのような細かい傷が刻まれている。奇妙な呪文とともに変幻自在の攻撃を繰り出し、ときに毒薬を井戸に流して人を死に至らしめる。団員の証として数式が書かれた黄色い布を所持している。
ラーヴァナ・ガニタ
サッグ団の教主。痩せこけた小柄な老人。他者を「人体（ニンゲン）」と呼び、数字と計算による『数学』で地上の人間の数を減らす野望を抱いている。
ブハラ・ハーン国軍
イスカンダル・ハーン王の率いる騎馬民族の軍。アクバル率いるムガル帝国連合国軍と一戦を交える。
ヴィジャヤナガル王国聖軍
ゴアを占領しようと攻め込んできたヴィジャヤナガル国の軍。

## 書誌情報
- 金田達也 『サムライ・ラガッツィ 戦国少年西方見聞録』 講談社〈ライバルコミックス〉、全10巻
  1. 2010年12月3日発売 ISBN 978-4-06-380143-9
  2. 2011年4月4日発売 ISBN 978-4-06-380161-3
  3. 2011年8月4日発売 ISBN 978-4-06-380178-1
  4. 2011年12月12日発売 ISBN 978-4-06-380194-1
  5. 2012年4月4日発売 ISBN 978-4-06-380212-2
  6. 2012年8月3日発売 ISBN 978-4-06-380229-0
  7. 2012年12月28日発売 ISBN 978-4-06-380247-4
  8. 2013年4月4日発売 ISBN 978-4-06-380262-7
  9. 2014年4月4日発売 ISBN 978-4-06-380283-2
  10. 2014年8月4日発売 ISBN 978-4-06-381331-9